# 中田敦彥
中田敦彦（日语：／ Nakata Atsuhiko */?；1982年9月27日—）是日本YouTuber、搞笑藝人、歌手，在搞笑雙人組東方收音機中擔任裝傻角色，也是段子創作者。搭擋是藤森慎吾。也是歌舞演唱組合・RADIO FISH的成員。

## 經歷
1982年（昭和57年）出生於大阪府高槻市。弟弟是機械舞團體BLACK D.O.G.S的FISHBOY。1992年4月，由大阪搬至山口縣山口市。1995年4月，進入東京學藝大學附屬小金井中學校，屬茶道部。高中就讀於東京學藝大學附屬高校，2001年4月進入慶應義塾大學經濟學部。高中時期，因觀看影片而喜歡上DOWN TOWN、千原弟、シティーボーイズ等人，成為搞笑藝人的夢想開始萌芽。中田在高中時代是爆笑問題的廣播節目《爆笑問題牛仔》的聽眾，其投稿的段子曾獲節目採用。
此外，前富士電視台播音員平井理央是中田高中時代的同學，而前TBS播音員青木裕子則是中田大學時代的同學。打工時結識藤森慎吾，2003年8月1日組成「東方收音機」。2004年4月，在藤森的邀請之下，進入吉本總合藝能學院 (NSC) 東京校。大學時期因忙於藝能活動，曾兩度留級，2007年3月畢業。
2011年起，中田開始與氣象解說員福田萌交往。2012年6月3日，兩人宣布將在同月5日遞交結婚申請書，同月4日舉行結婚記者會。

### 搞笑藝人
上京後，中田在大學遇見小學時代在山口縣一同上補習班的川口譽，並組成團體「サメハダ」。解散後，川口進入NHK。解散後5年，失去聯繫的兩人在2011年1月的NHK節目《ドキュメント20min.》中重逢。該集以「重逢」為主題，撥出由川口擔任導演，中田為主角的紀錄片。本集創下該節目史上最高收視率（關東地區3.9％）。
2004年，仍在NSC的兩人一舉進入M-1大賽準決賽，瞬間引起眾人注目。中田常以「雜學藝人」的身分單獨參加益智類型節目，在《馬上能用小知識 益智雜學王》與《めちゃ×2イケてるッ!》的企劃「突然的考試」（抜き打ちテスト）中皆取得優秀成績。

### 其他
2007年的富士電視台連續劇《向牛許願》是中田首次的連續劇演出。

## 藝風
東方收音機的所有段子都是中田所作。在綜藝節目《10克拉》的短劇中擔任「高飛車」（霸道、蠻橫）的角色。

## 人物
興趣、專長是舞蹈、電影及漫畫。
中田非常喜愛《新世紀福音戰士》，曾公開表示自己的初戀對象是綾波零、集合自己對女性所有喜好的綾波零至今仍是理想對象等言論。學生時代，曾在上學時戴著耳機聽錄在MD中的綾波零聲音。擅長重現初號機等劇中角色的動作，曾在綜藝節目《毒舌糾察隊》中忠實重現劇中場景。之後取得機會與擔任綾波零配音的聲優林原惠對談。
為彩虹樂團的歌迷。過去在《Music Station》與VAMPS（彩虹主唱hyde的搖滾組合）一同演出時，曾發表「自高校起就是歌迷」、「hyde師匠」等言論。之後還登上彩虹吉他手ken、貝斯手tetsuya主持的節目。曾與搭擋藤森一同演出ken的個人音樂錄影帶。最喜歡的歌曲是《DIVE TO BLUE》。
高中時代，父親曾希望中田能錄取一橋大學，畢業後進入東京海上火災保險。父親畢業於橫濱國立大學，想進入高排名的國立大學。但因參加了早稻田大學與慶應義塾大學的特化考試課程，中田最後錄取慶應義塾大學。
過去有抽菸的習慣，結婚後在妻子的要求下戒菸。

## 演出

### 連續劇
- 《向牛許願》（2007年，富士電視台）－飾 若松亮太

### 綜藝節目
- 《毒舌糾察隊》（朝日電視台）
  - JoJo的奇妙冒險藝人（2007年）
  - 新世紀福音戰士藝人、腳踏車藝人、中學時不受歡迎藝人（2008年）
  - 喜歡學習藝人（2012年）
  - 擔任吐槽的搭擋變得很奇怪藝人（2013年）
- 《粗磨團（日语：あらびき団）》（2008年11月26日，TBS）
- 《即將開始！金曜ROAD SHOW!（日语：金曜ロードショー）》（2009年7月3日，日本電視台）－《福音戰士新劇場版：序》的解說
- NERV購買部第3汐留出張所（2009年7月－8月，日本電視台）－《新世紀福音戰士》一舉放送內的郵購節目
- 《雜學王（日语：今すぐ使える豆知識 クイズ雑学王）》（周一23：15～24：15，朝日電視台）
- 《熱中Stadium（日语：熱中スタジアム）》（2010年4月－2012年2月，NHK BS2→NHK BS Premium）
- 《QUIZ! SPEED KING（日语：クイズ!スピードキング）》（周三25:21 - 25:51，朝日電視台）
- 《想知道！（日语：知りたがり!）》（9:55～11:30，富士電視台）
- 《相談笨蛋一代2（日语：相談バカ一代）》（2012年1月3日，東京電視台）
- 《特大碗!考試的花道（日语：テストの花道）》（2012年4月7日－2013年3月30日，NHK教育頻道）
- 《Numer0n（日语：Numer0n）》（2012年10月8日－，富士電視台）
- 《小崇小敏的機智問答！SURVIVAL（日语：タカトシのクイズ!サバイバル）》（2012年12月26日，日本電視台）
- 《快脳!マジかるハテナ（日语：快脳!マジかるハテナ）》（日本電視台）（準固定來賓）

### 廣播
- 《今日は一日“帰ってきたアニソン”三昧》（2010年5月5日，NHK-FM） ※新世紀福音戰士特集單元 13時55分左右～14時58分左右

### 電影
- 《お墓に泊まろう!（日语：お墓に泊まろう!）》（2010年8月）
- 《津輕百年食堂（日语：津軽百年食堂）》（2011年4月）

### 劇場版動畫
- 《光之美少女 All Stars 春之嘉年華♪》（2015年，東映動畫）－飾 奧特倫

## 備註

### 來源
1. 1 2  遠藤敏文. . 日經娛樂 (日經BP). 2006年6月, 10 (8): 20–21.
2. ↑  . Ameba BLOG. 日刊Ameba新聞. 2011-05-19  [2011-08-09]. （原始内容存档于2011-08-21）.
3. 1 2  本人在2006年10月8日撥出的《笑一笑又何妨！增刊號》（富士電視台）中所述。
4. 1 2  川渕一彦. . 搞笑POPOLO (麻布台出版社). 2006年2月, 4 (1): 10–11.
5. ↑  川渕一彦. . お笑いポポロ (麻布台出版社). 2006年5月, 4 (2): 10.
6. ↑  本人在2007年3月10日撥出的《東方收音機的All Night Nippon R》中所述。
7. ↑  . 神戶新聞社. 每日體育. 2012-01-15  [2012-01-16]. （原始内容存档于2012-01-21）.
8. ↑  . 神戶新聞社. デイリースポーツ. 2012-01-16  [2012-01-16]. （原始内容存档于2012-01-16）.
9. ↑  . 產業經濟新聞社. 產經體育. 2012-06-03  [2012-06-03]. （原始内容存档于2012-06-04）.
10. ↑  . 產業經濟新聞社. サンケイスポーツ. 2012-06-05  [2012-06-05]. （原始内容存档于2012-06-07）.
11. ↑  みやび. . TechinsightJapan. 2011-02-01  [2011-08-09]. （原始内容存档于2011-08-30）.
12. ↑  . oricon. 2011-08-05  [2011-08-09]. （原始内容存档于2012-12-10）.
13. ↑  コ○助. . Narinari.com. 2007-05-13  [2011-08-09]. （原始内容存档于2010-02-14）.
14. ↑  久保谷裕美. . お笑いポポロ (麻布台出版社). 2006年2月, 4 (1): 50.
15. ↑  2008年4月25日撥出的《毒舌糾察隊》企劃「新世紀福音戰士藝人」中，本人所述。
16. ↑  『みんな十四歳だった！―よしもと芸人が語る、何者でもなかった「あの頃」の話―』吉本興業・新潮社（2012/09/28）
17. ↑  .   [2013-10-27]. （原始内容存档于2013-10-29）.

## 外部連結
- 中田敦彦網誌
- 中田敦彥的X（前Twitter）
- 中田敦彥的Instagram帳戶